# Actinométrie
L’actinométrie est la science qui étudie les rayonnements, notamment ceux du Soleil, et de l’atmosphère de la Terre. Comme les échanges radiatifs entre le Soleil, l'atmosphère et le sol sont une des sources principales des mouvements de l'atmosphère l'actinométrie est essentielle pour la météorologie, la climatologie et l'écologie biologique, puisque les radiations influent sur la croissance des plantes et sur la santé de l'homme. 
Il s'agit d'une branche de la radiométrie qui s'occupe essentiellement de la mesure au sol du rayonnement solaire dans le spectre visible et dans le proche infrarouge, ainsi que de celui réémis par l'atmosphère. Ces mesures se font par un groupe d'instruments appelés en termes généraux d'actinomètres. Ceux-ci se répartissent en plusieurs types selon qu'il s'agit de la mesure du rayonnement solaire ou terrestre direct, diffus ou global.

## Histoire
Les premières mesures d'actinométrie solaire datent du milieu du XIXe siècle. À la fin des années 1870, le thermomètre d’Herschel est très utilisé en Angleterre. Il se compose d’un thermomètre à mercure dont le réservoir sphérique est noirci au noir de fumée et enfermé dans un tube de verre renflé à son extrémité en un petit ballon. Le vide est fait dans l’enveloppe autour du thermomètre et le centre du ballon coïncide avec le centre du réservoir. L’instrument est généralement couché à la surface d’un gazon bien découvert et loin de tout abri. Le réchauffement dû à l'insolation est proportionnelle à la quantité de rayonnement.
Jules Violle, physicien français connu pour ses travaux sur la photométrie, le rayonnement et la calorimétrie, publia de nombreux articles sur la détermination de la température effective de la surface du soleil grâce aux mesures prises lors de plusieurs expériences au sommet du mont Blanc, de 1871 à 1875, à l'aide d’un actinomètre de son cru. Il a aussi pu déterminer une constante solaire très proche de la valeur réelle (1 771 comparé à 1 368 w/m2).
Charles Greeley Abbot et ses collaborateurs ont reçu le prix Rumford en 1915 pour la mesure de la constante solaire actuelle à quelques corrections près. De nos jours, les observateurs cherchent à mesurer plus particulièrement la répartition spectrale et la variation centre-bord de l'énergie émise par le soleil.

## Usages
L’actinométrie est une donnée qui entre dans le cadre des observations régulières d'une grande partie des stations météorologiques. En effet, la pluviométrie donne aux plantes l’eau nécessaire à leur alimentation mais la chaleur et le rayonnement solaire sont nécessaires à leurs fonctions vitales : photosynthèse et évapotranspiration. Le degré d’éclairement du ciel est donc un des éléments les plus importants du vivant.
De plus, l'énergie solaire absorbée par l'atmosphère est le moteur des systèmes météorologiques (dépressions, cyclones tropicaux et anticyclones). De même, elle est le moteur des systèmes équivalents dans les océans.